# Василь Міковчин
Василь Міковчин (*9 липня 1936) — чехословацький політик, член Комуністичної партії Словаччини зі Словаччини русинського (українського) походження, член Палати націй Федеральних зборів за часів нормалізації.

## Життєпис
Станом на 1986 рік професійно відомий як голова Об'єднаного сільськогосподарського кооперативу.
На виборах 1986 року він зайняв місце в словацькій частині Палати Націй (виборчий округ № 131 — Гуменне, Східно-Словацької області). Він залишався у Федеральних зборах до кінця свого терміну, тобто до вільних виборів 1990 року. Його не торкнувся процес кооптації до Федеральних зборів після Оксамитової революції.

### Зовнішні посилання
- (чеськ.) Василь Міковчин у парламенті